# 病気喧伝

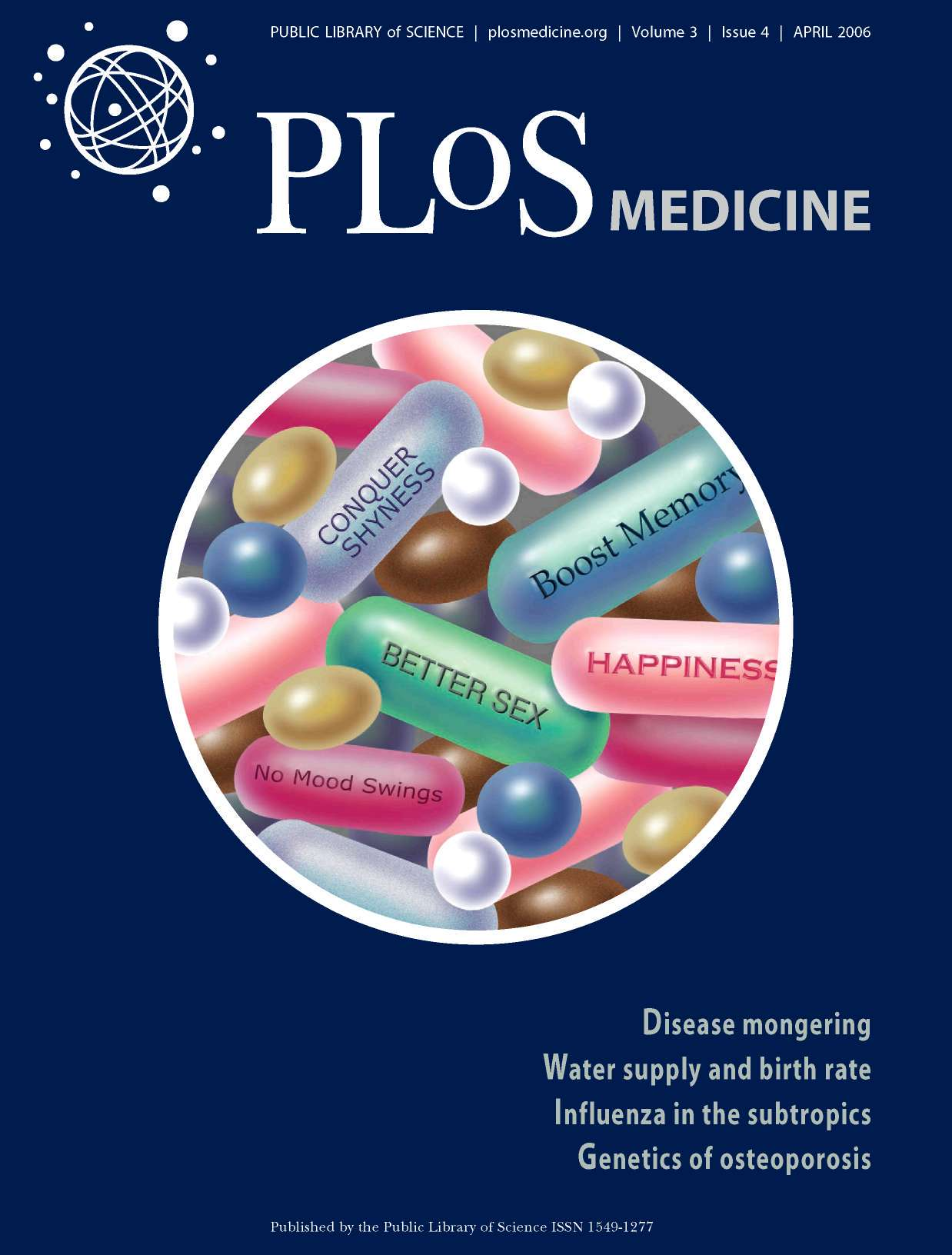
[http://collections.plos.org/plosmedicine/diseasemongering-2006.php 「病気喧伝論文集」, PLoS Medicine, 2006年。

病気喧伝（びょうきけんでん、英語: Disease mongering）とは、製薬会社や精神科医、また他の専門家あるいは消費者団体などが、市場を拡大するために、販売したり治療法を伝える目的で、病気の診断に用いる境界を拡大したり、そのような啓発を市民に宣伝することに対する、蔑称である。例として、ニコチン依存症や男性型脱毛症（AGA）や社交不安障害（SAD）が挙げられる。典型的には「医師に相談を」で締めくくられる広告である。

## 用語の使用
1993年には、『イギリス医師会雑誌』（BMJ）において、Lynn Payerによる著書、『病気商人: いかにして、医師、製薬会社、また保険会社は、あなたに具合が悪いと感じさせるか』（Disease-Mongers: How Doctors, Drug Companies, and Insurers are Making You Feel Sick）の書評が掲載され、その中で病気喧伝の用語が用いられている。
2002年にBMJに掲載された「病気を売り込む:製薬産業と病気喧伝」や、2006年に『PLoS ONE』に掲載された「病気喧伝に立ち向かう」は、引用数の多い論文である。

## 病気喧伝の実例
この用語は議論の中で、特に精神医学的な診断に関して頻繁に、反精神医学運動論者やサイエントロジーに基づく批判者、および精神医学あるいは生物学的精神医学の批判者に用いられてきた。例として、うつ病や自閉症、注意欠陥多動性障害（ADHD）や双極性障害がある。
軽症のうつ病を説明する「心の風邪」というキャッチコピーやキャンペーンは、2000年ごろから、特に抗うつ薬のパキシルを販売するためのグラクソ・スミスクラインによる強力なマーケティングで使用された。後に、軽症のうつ病に対する抗うつ薬の効果に疑問が呈され、安易な薬物療法は避けるよう推奨された。しかしながら、日本でのこのキャンペーンにより、抗うつ薬の売り上げは2000年からの8年で10倍となり、日本の市場開拓に協力したアメリカ人医師は「節操などなく、下衆な娼婦だった」と明かしている。精神科の薬における向精神薬の販売は、製薬企業の大きな収入源であるため、特別な問題の原因となっている。
1980年代に過労死が広く取り上げられるようになり、1991年に電通の社員が過労自殺し、1996年に家族が訴訟するとマスコミが取り上げ、またNHKスペシャル「脳内薬品が心を操る」が放映され、これまでの内因性うつ病（外部に原因がない）ではなく、環境に起因するうつ病という認識が広く認識されるようになった。それまでは少数の精神科医が、重篤な状態だけを治療しており、不幸な出来事が精神的健康の問題につながるものだとは、ほとんど人がみなしていなかったのである。
医薬品、医療機器等の品質、有効性及び安全性の確保等に関する法律が、一般向けの広告を禁止しているため、塩野義製薬は有名女優を起用して臨床試験の被験者を募集する全面広告を何度も掲載した。グラクソ・スミスクラインは、各国のリゾート地で国際会議を開催し、2000年には京都市の高級料亭に医師を接待し、治療のための抗うつ薬を奨励した。
グラクソ・スミスクラインは、不治の生まれつきの病を連想する「うつ病」という言葉を問題ととらえ、「心の風邪」というキャッチコピーを繰り返して、女優を起用したCMも放映し、マスメディアに自殺率についてのパンフレットを送り、製薬企業は公共広告の名でうつ病の人に専門家を薦め、うつ病や抗うつ薬の翻訳本に出資し、うつ病の増加を新聞や雑誌で取り上げた。
そして、グラクソ・スミスクラインが中心となった臨床試験の問題も発覚した。
薬の名前のないコマーシャルがbipolarawareness.comを表示し、そのURLは製薬会社のイーライリリーによる「双極性支援センター」につながり、質問票を行うと医師に相談をするよう表示されるような病気喧伝の手法も存在する。メンタルヘルスの健康情報サイトの42%もが、製薬会社が直接運営あるいは出資するウェブサイトであり、製薬企業から経済的に独立したウェブサイトと比較して、生物発生的な説明と医薬品を過度に強調している。2009年には、アメリカ食品医薬品局(FDA)は、14の製薬会社に誤解を招くため警告しており、インターネットの情報にはリスクに関する情報が十分でなかった。
日本でも2010年に『読売新聞』にて、「医師に相談を」という広告が急増していることを取り上げ、これが病気啓発の広告であること、電通によれば、2009年には2008年の1.6倍、103億円の市場規模となっており、また製薬会社にとって、潜在的な患者を発掘しているとのことだと掲載された。2013年10月から、塩野義製薬とイーライリリーは、コマーシャルにおける「うつの痛み」キャンペーンを展開したが、痛みの症状はうつ病の診断基準になく、過剰な啓発であると批判が挙がった。2013年のアメリカ合衆国でのテレビCMの調査では、33%が客観的に真実であり、57％は誤解を招く可能性があり、10％が虚偽の記載であった。
宣伝は「医師に相談を」で締めくくられ、医師には既に新薬の売り込みが済んでいる。このようなマーケティングは、すでに過剰摂取による救急搬送を急増させており、流行の診断名と過剰診断に注意するよう促している。アメリカ合衆国において過剰に処方された処方箋医薬品の過剰摂取による死亡が、交通事故による死亡を上回ったことが問題となっている。
2013年、元関西学院大学教授で精神科医の野田正彰は『新潮45』に寄稿し、DSM-IV日本語版で「Mental Disorder（精神障害）」が「精神疾患」に訳し変えられた件について、「精神障害」を疾患と思い込ませることで、病気の乱用が図られてきたと評している。DSMを作成したアメリカ精神医学会も疾患（disease）や病気（illness）ではないと十分認識していたと指摘している。「精神疾患」の啓発と共に薬物療法を勧める学会や精神科医を実名で挙げ、製薬会社との金銭的なつながりも具体的に説明している。また、他書でも同様の説明をしている。

## さらに読む
- イーサン・ウォッターズ『クレイジー・ライク・アメリカ:心の病はいかに輸出されたか』紀伊國屋書店、2013年。ISBN 978-4314011037。、Crazy Like Us: The Globalization of the American Psyche, 2011 抗うつ薬のパキシルを販売するためにグラクソ・スミスクライン社が、いかにして日本にうつ病という概念を広めたかについて詳しい。
- Saddichha S (2010)."Disease Mongering in Psychiatry: Is It Fact or Fiction?" World Medical & Health Policy: Vol. 2: Iss. 1, Article 15. doi:10.2202/1948-4682.1042
- Peter Conrad (2007), The Medicalization of Society: On the Transformation of Human Conditions into Treatable Disorders, Baltimore: Johns Hopkins University Press.
- Payer, Lynn (1992). Disease-Mongers. New York: John Wiley. ISBN 0-471-00737-4
- Moynihan, Ray; Alan Cassels (2005). Selling sickness: How the world's biggest pharmaceutical companies are turning us all into patients. New York: Nation Books. ISBN 1-56025-697-4
- Cassels, Alan (2007). The ABCs of Disease Mongering: An Epidemic in 26 Letters. Victoria, British Columbia, Canada: EmDash Publishing. ISBN 978-0-9780182-3-8
- Melody Petersen (2008), Our Daily Meds: How the Pharmaceutical Companies Transformed Themselves into Slick Marketing Machines and Hooked the Nation on Prescription Drugs.
- Christopher Lane (2008), Shyness: How Normal Behavior Became a Sickness.